# وینروده
وینروده (به آلمانی: Wienrode) یک منطقهٔ مسکونی در آلمان است که در بلنکنبورگ (هارتس) واقع شده‌است. وینروده ۸۹۶ نفر جمعیت دارد.